# Чаровница (фильм)
«Чаровница» (англ. The Charmer) — немая драма 1925 года.

## Сюжет
Марипозу — талантливую танцовщицу-испанку из севильского кафе — увозит в Нью-Йорк театральный продюсер сеньор Спротт. Там она начинает карьеру под именем Чаровница. Вскоре её горячим поклонником становится миллионер Ральф Бейн. Кроме того Марипоза покорила сердце его шофера Дэна Мюррея. В Ральфа в свою очередь влюблена замужняя светская дама Берта Седжвик. Желая унизить танцовщицу, миссис Седжвик приглашает её на вечеринку. Ральф понимает, что Марипоза не вписывается в высшее общество, и увозит её к себе, чтобы соблазнить. За ними следует миссис Седжвик, а за нею — её ревнивый супруг.
Далее Марипоза совершает благородный поступок — перед лицом мистера Седжвика спасает репутацию его жены в ущерб своей собственной. Затем появляется Дэн и, угрожая пистолетом, требует, чтобы Ральф спас честное имя Марипозы и женился на ней. Но тут вмешивается сама девушка и говорит, что предпочитает выйти замуж за Дэна.

## В ролях
- Пола Негри — Марипоза
- Уоллес Макдональд — Ральф Бейн
- Роберт Фрезер — Дэн Мюррей
- Чезаре Гравина — Сеньор Спротт
- Гертруда Астор — Берта Седжвик